# Thailändische Badmintonmeisterschaft 2012
Die Thailändische Badmintonmeisterschaft 2012 fand vom 2. bis zum 7. Oktober 2012 in der Mall Bangkapi in Bangkok statt.

## Medaillengewinner
| Disziplin    | Gold                                      | Silber                                     | Bronze                                            |
| ------------ | ----------------------------------------- | ------------------------------------------ | ------------------------------------------------- |
| Herreneinzel | Pisit Poodchalat                          | Sitthikom Thammasin                        | Tanech Toecharoenbodee                            |
| Herreneinzel | Pisit Poodchalat                          | Sitthikom Thammasin                        | Pakkawat Vilailak                                 |
| Dameneinzel  | Ratchanok Intanon                         | Nitchaon Jindapol                          | Sapsiree Taerattanachai                           |
| Dameneinzel  | Ratchanok Intanon                         | Nitchaon Jindapol                          | Busanan Ongbumrungpan                             |
| Herrendoppel | Bodin Isara Maneepong Jongjit             | Pisit Poodchalat Sudket Prapakamol         | Thitipong Lapho Teerasak Kleebyeesoon             |
| Herrendoppel | Bodin Isara Maneepong Jongjit             | Pisit Poodchalat Sudket Prapakamol         | Patipat Chalardchaleam Nipitphon Puangpuapech     |
| Damendoppel  | Lam Narissapat Saralee Thungthongkam      | Savitree Amitrapai Sapsiree Taerattanachai | Arkonsakul Pacharakamon Jongkolphan Kititharakul  |
| Damendoppel  | Lam Narissapat Saralee Thungthongkam      | Savitree Amitrapai Sapsiree Taerattanachai | Duanganong Aroonkesorn Kunchala Voravichitchaikul |
| Mixed        | Patipat Chalardchaleam Savitree Amitrapai | Thitipong Lapho Saralee Thungthongkam      | Songphon Anugritayawon Kunchala Voravichitchaikul |
| Mixed        | Patipat Chalardchaleam Savitree Amitrapai | Thitipong Lapho Saralee Thungthongkam      | Jakrit Tantirasin Peeraya Munkitamorn             |